# Мечеть Фетхіє (Бихач)
Мечеть Фетхіє (босн. Fethija džamija, тур. Fethiye Camii) — мечеть у Бихачі, спочатку — церква святого Антонія Падуанського.
Побудована в 1266 і є найстарішою готичною спорудою в Боснії та Герцеговині. Біля церкви розташовувався домініканський монастир.
У 1592 церква звернена турками в мечеть. Готична дзвіниця використовувалася як мінарет до 1863, коли стара вежа була знесена і замінена на новий мінарет.
Після окупації Австро-Угорщиною Боснії та Герцеговини францисканці збудували нову католицьку церкву в Біхачі, оскільки не змогли домовитися з новою владою про повернення церкви.
Будівля постраждала під час Другої світової війни: згорів дах та дерев'яні елементи інтер'єру, було пошкоджено мінарет.
У 2003 внесена до списку національних пам'яток.